# Parazellia
Parazellia es un género de foraminífero bentónico considerado un sinónimo posterior de Pseudoschwagerina de la subfamilia Pseudoschwagerinae, de la familia Schwagerinidae, de la superfamilia Fusulinoidea, del suborden Fusulinina y del orden Fusulinida. Su especie tipo era Fusulina muongthensis. Su rango cronoestratigráfico abarca desde el Carbonífero hasta el Pérmico.

## Discusión
Clasificaciones más recientes incluyen Parazellia en la superfamilia Schwagerinoidea, y en la subclase Fusulinana de la clase Fusulinata.

## Clasificación
Parazellia incluye a la siguiente especie:
- Parazellia muongthensis †

Otras especies consideradas en Parazellia son:
- Parazellia karpunikhensis †, de posición genérica incierta
- Parazellia nativa †, de posición genérica incierta